# T-33 (航空機)
T-33 シューティングスター
- 用途：練習機
- 設計者：クラレンス・ケリー・ジョンソン
- 製造者：ロッキード社
以下はライセンス生産
  -  カナディア
  -  川崎航空機
- 運用者

  -  アメリカ合衆国他39か国の軍
- 初飛行：1948年3月22日
- 生産数：6,557機
- 運用開始：1948年
- 運用状況：退役
- 原型機：P-80/F-80 シューティングスター
- サブタイプ：

  - T2V/T-1A シースター
  -  カナディア CT-133 シルバースター（英語版）
- 派生型：

  - F-94 スターファイア
  - ボーイング スカイフォックス

T-33は、アメリカ空軍初の実用ジェット戦闘機P-80から発展した、初の複座ジェット練習機。愛称は原型のP-80同様シューティングスター（Shooting Star：流星の意）だが、Tバード（T-Bird）の愛称も広く用いられた。米海軍でもTO-2（1950年以降TV-2と改称）の名称で使用された。
生産開始から半世紀以上経過した1990年代以降も現役で、日本の航空自衛隊でも1954年から2000年まで運用されていた。

## 開発
第二次世界大戦の終結後、レシプロ機から格段に高速化したジェット機が長足の進歩を遂げる中、乗員訓練も高速なジェット機で行う必要性が高まった。
P-80は戦闘機としては既に旧態化していたものの、主としてアンダーパワーに由来する離着陸の困難さを除けば、直線翼であるため低空低速時の操縦性が比較的マイルドであり、練習機として適した特性を持っていた。
練習機としての改設計に際しては、P-80Cを元に胴体中央部をストレッチし複座化した他、機首の12.7mm重機関銃はオリジナルのP-80/F-80の6挺から2挺に減らし、翼端の増槽（チップタンク）が半固定式にしている（地上で取り外し可能）
上記の点を改造された練習機型試作機は1948年に初飛行し期待通りの性能を示した。
練習機は、当初はTP-80C（TF-80C）と呼ばれていたが、間もなくT-33Aに改称された。
- 発達系譜

| P-80A/B / F-80A/B | P-80A/B / F-80A/B | P-80A/B / F-80A/B | P-80A/B / F-80A/B | P-80A/B / F-80A/B | P-80A/B / F-80A/B | 戦闘機        | 戦闘機        | 戦闘機     | 戦闘機     | 戦闘機     | 戦闘機     |               |               |               |               |               |               |           |           |            |            |            |            |            |            |  |  |
| P-80A/B / F-80A/B | P-80A/B / F-80A/B | P-80A/B / F-80A/B | P-80A/B / F-80A/B | P-80A/B / F-80A/B | P-80A/B / F-80A/B | 戦闘機        | 戦闘機        | 戦闘機     | 戦闘機     | 戦闘機     | 戦闘機     | P-80C / F-80C | P-80C / F-80C | P-80C / F-80C | P-80C / F-80C | P-80C / F-80C | P-80C / F-80C | 改良型    | 改良型    | 改良型     | 改良型     | 改良型     | 改良型     |            |            |  |  |
|                   |                   |                   |                   |                   |                   |               |               |            |            |            |            | P-80C / F-80C | P-80C / F-80C | P-80C / F-80C | P-80C / F-80C | P-80C / F-80C | P-80C / F-80C | 改良型    | 改良型    | 改良型     | 改良型     | 改良型     | 改良型     |            |            |  |  |
|                   |                   | TF-80C / T-33     | TF-80C / T-33     | TF-80C / T-33     | TF-80C / T-33     | TF-80C / T-33 | TF-80C / T-33 | 練習機     | 練習機     | 練習機     | 練習機     | 練習機        | 練習機        |               |               |               |               |           |           |            |            |            |            |            |            |  |  |
|                   |                   | TF-80C / T-33     | TF-80C / T-33     | TF-80C / T-33     | TF-80C / T-33     | TF-80C / T-33 | TF-80C / T-33 | 練習機     | 練習機     | 練習機     | 練習機     | 練習機        | 練習機        |               |               |               |               |           |           |            |            |            |            |            |            |  |  |
|                   |                   |                   |                   |                   |                   |               |               |            |            |            |            |               |               |               |               |               |               |           |           |            |            |            |            |            |            |  |  |
|                   |                   |                   |                   |                   |                   |               |               |            |            |            |            |               |               |               |               |               |               |           |           |            |            |            |            |            |            |  |  |
|                   |                   | F-94              | F-94              | F-94              | F-94              | F-94          | F-94          | 夜間戦闘機 | 夜間戦闘機 | 夜間戦闘機 | 夜間戦闘機 | 夜間戦闘機    | 夜間戦闘機    | T2V / T-1     | T2V / T-1     | T2V / T-1     | T2V / T-1     | T2V / T-1 | T2V / T-1 | 艦上練習機 | 艦上練習機 | 艦上練習機 | 艦上練習機 | 艦上練習機 | 艦上練習機 |  |  |

## 運用
T-33は6,557機以上が1948年から1959年にかけて製造されるベストセラー機となり、世界30か国以上で使用された。そのうち656機はカナダのカナディアでライセンス生産されたロールス・ロイス ニーン装備のパワーアップ型CL-30 シルバースター（Silver Star）で、カナダ統合軍航空部隊（カナダ空軍）では後にCT-133の名で運用された。また、ボリビア、ポルトガル、ギリシャ、トルコにも輸出・供与された。フランスでもアップグレードとしてニーンエンジンへの換装を行い、T-33SFと呼称した。
練習機型の他に、発展途上国への輸出・供与用にCOIN機として武装可能にしたAT-33Aや、機首にカメラを装備して写真偵察機としたRT-33A、各種装備の実装実験機としたNT-33A、遠隔操作の無人標的機として改造されたQT-33A、全天候要撃機化されたF-94 スターファイアなどが存在する。
アメリカ空軍では、1960年代に入ると練習任務をT-38に譲り始め、1967年に練習機としての運用を終了したが、その後も連絡機や標的曳航機として長く使用され、アメリカ空軍のアクロバット飛行チームである「サンダーバーズ」でも設立当初から1960年代後半まで補助機として使用されていた。最後に残ったNT-33Aが退役したのは1997年のことだった。アメリカ航空宇宙局（NASA）でもT-33Aが練習機、連絡機、チェイス機として運用された。
現在でも、軍より払い下げられたT-33、F-94、原型機のF-80等が民間のアクロチームや事業会社、個人所有で数十機が運用されているとみられる。ボーイング787の初飛行及び試験飛行時には民間レジのT-33がチェイス機として飛行しており、リノ・エアレースでは退役したCT-133がペースプレーンとして使用されている。アメリカ軍においてもモスボールされている機体を無人機に改造し、標的機として使うことがある。
ボリビア空軍では十数機のAT-33(CT-133)をグラスコックピット化し、COIN機および戦闘機として2017年まで運用した。練習機の為、実戦経験は多くないものの、ピッグス湾事件では、キューバ空軍が軽戦闘機として（キューバ革命前のバティスタ政権期に導入されていた）T-33を実戦に投入しており、反革命軍側のA-26爆撃機等を迎撃している。ミャンマー内戦では、1962年のネ・ウィンによるクーデター後に供与された、およそ15機のミャンマー空軍のAT-33が1990年ごろまで対地攻撃に使用されたが、墜落など損耗も激しく、1990年代初頭にソコ G-4に交替する形で退役した。
本田技研工業はHondaJetの開発に際し、飛行実験用（米国内）と地上試験用（日本国内）に中古のT-33を2機購入し運用した。

## アメリカ海軍における運用

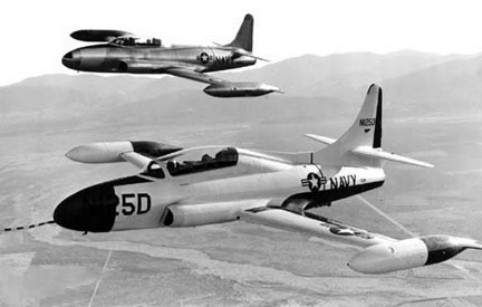
TV-2（奥）及びT2V-1（手前）

当初はアメリカ空軍のみで使用されていたTF-80（TP-80）であるが、アメリカ海軍も1949年に陸上練習機として同一機体をTO-2の名称で採用し、空軍が制式名称をT-33に改称した後にはTV-2の名称に改称した。次いで艦載機としての装備を追加した改設計型をロッキード社に発注し、T2V-1 シースター（Sea Star）の名称で採用し、1970年代初頭まで使用している。1962年のアメリカ軍による航空機名称統一後はTV-2はT-33B、T2V-1はT-1Aへと改称された。

## 航空自衛隊における運用

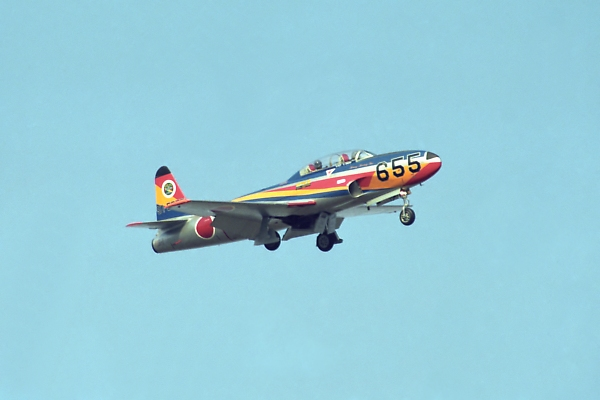
航空自衛隊のT-33A
翼端タンクを外し特別塗装を施している
（1997年入間航空祭において撮影）

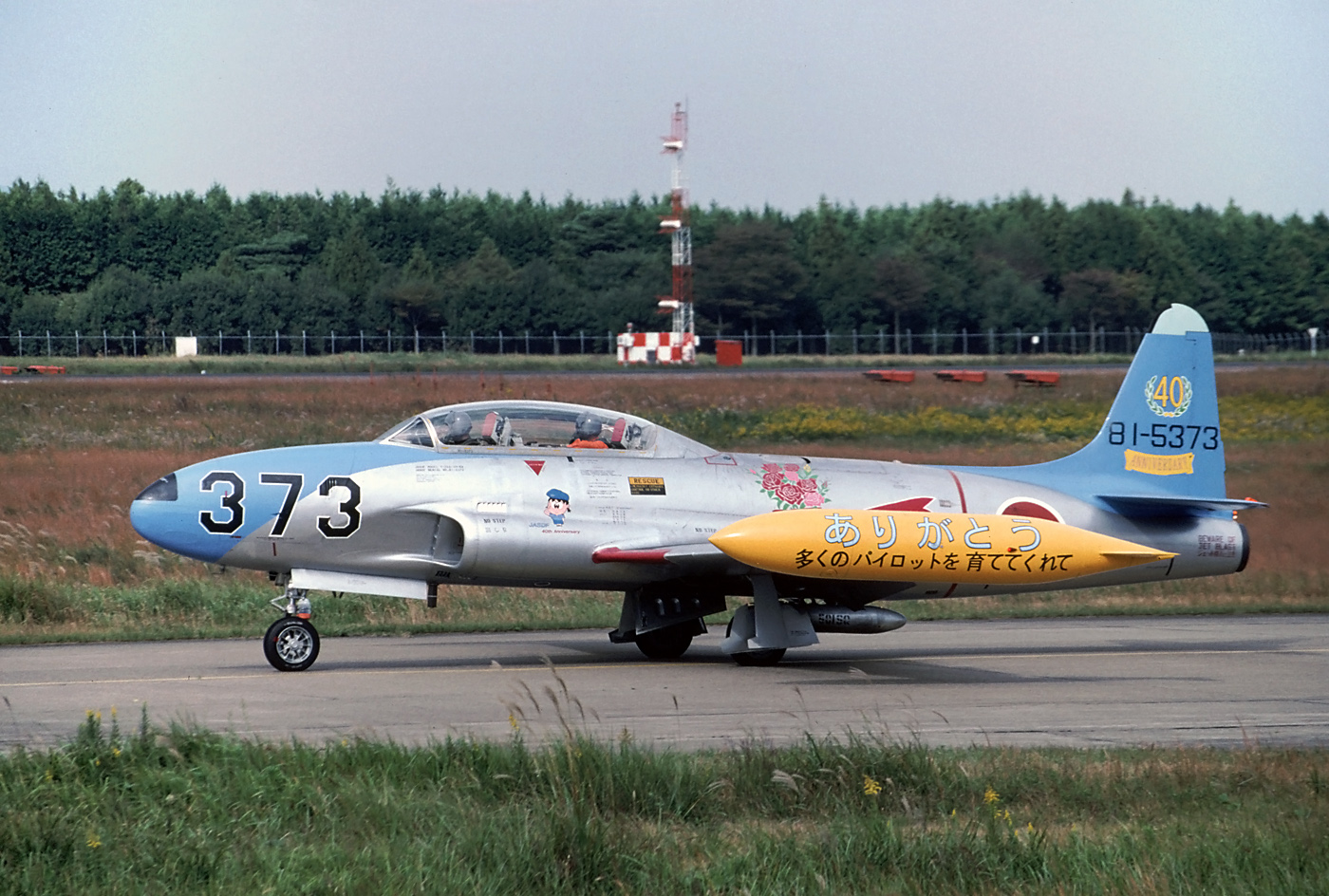
退役するT-33A。翼端タンクに「ありがとう多くのパイロットを育ててくれて」と書かれている。

航空自衛隊では1954年（昭和29年）の創立当初からF-86Fと共にアメリカから68機の供与を受け、翌1955年（昭和30年）からは川崎航空機によって210機がライセンス生産され、計278機が本来目的の乗員育成のみならず、訓練支援、連絡業務、デスクワークパイロットの規定飛行時間維持の為の年次飛行などに広く用いられた。
また、1970年代にはF-104の空戦訓練の仮装敵機役としてT-33が用いられていた。
なお日本では米での愛称「シューティングスター」、日本での公式愛称「若鷹」よりもその型番に由来する「サンサン」の名で広く呼ばれた。
老朽化した1980年代後半から順次退役が始まり、後継機の川崎T-4への置き換えが進められていき、2002年までに退役させる予定だった。しかし、1999年（平成11年）11月22日、入間基地の航空総隊所属の1機に機体故障が生じ、墜落に当たって非人口密集地へ機体を誘導するため無理をして乗員2名が殉職するという事故が発生し（T-33A入間川墜落事故）、残存していた8機全機に対し飛行停止処分が課され、地上に留置されたまま翌年2000年（平成12年）6月に除籍された。
最終的に、航空自衛隊が保有した全278機のうち、59機が事故による喪失で除籍されている。その59機の内には、前述の入間川事故で喪失したものの他、1957年に元日本陸軍少佐だった小林照彦が事故に巻き込まれたものも含まれる。

## 運用国
- アメリカ合衆国
- ベルギー
- ビルマ
- ボリビア
- ブラジル
- 西ドイツ
- カナダ
- チリ
- コロンビア
- キューバ
- デンマーク
- エクアドル
- スペイン
- エチオピア

- フランス
- ギリシャ
- グアテマラ
- インドネシア
- イラン
- イタリア
- 日本
- 韓国
- リビア王国
- メキシコ
- ニカラグア
- オランダ
- ノルウェー

- パキスタン
- ペルー
- フィリピン
- ポルトガル
- パラグアイ
- 中華民国（台湾）
- サウジアラビア
- シンガポール
- タイ
- トルコ
- ウルグアイ
- ベネズエラ
- ユーゴスラビア

## ギャラリー

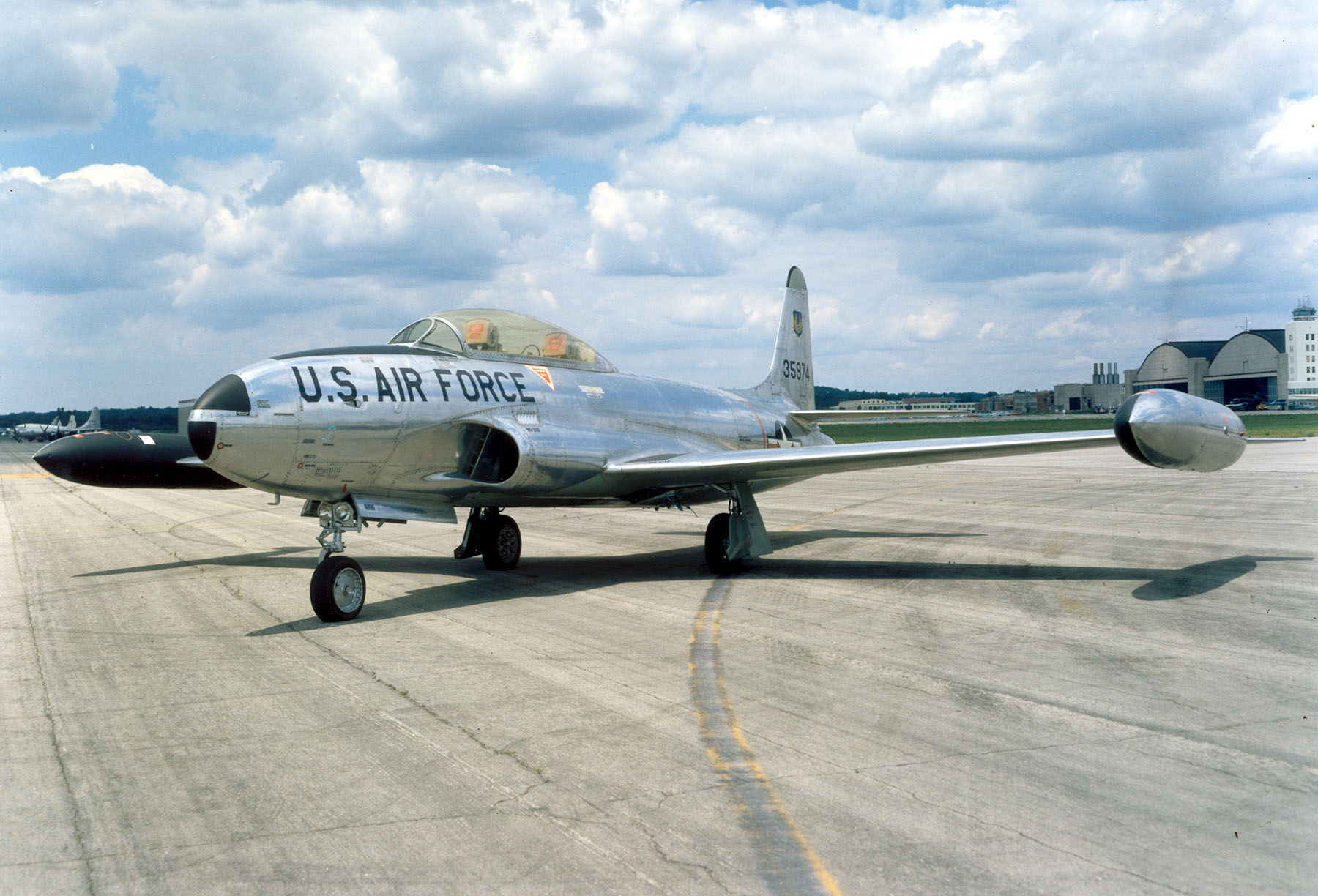
T-33A アメリカ空軍機
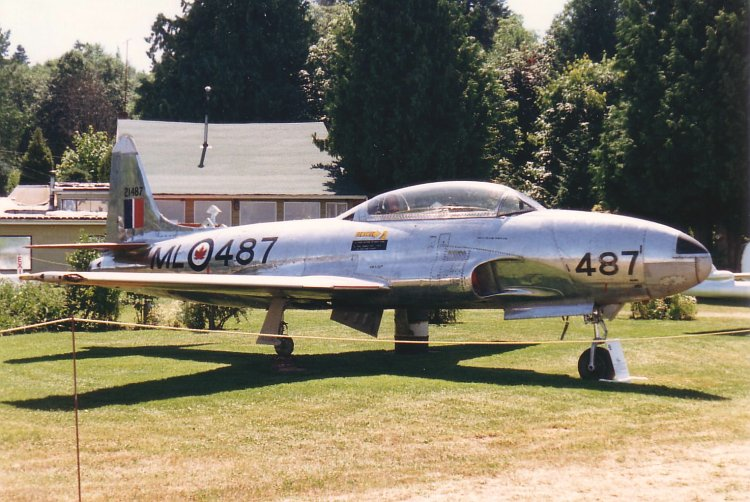
カナダ空軍型 カナデア CT-133 シルバースター
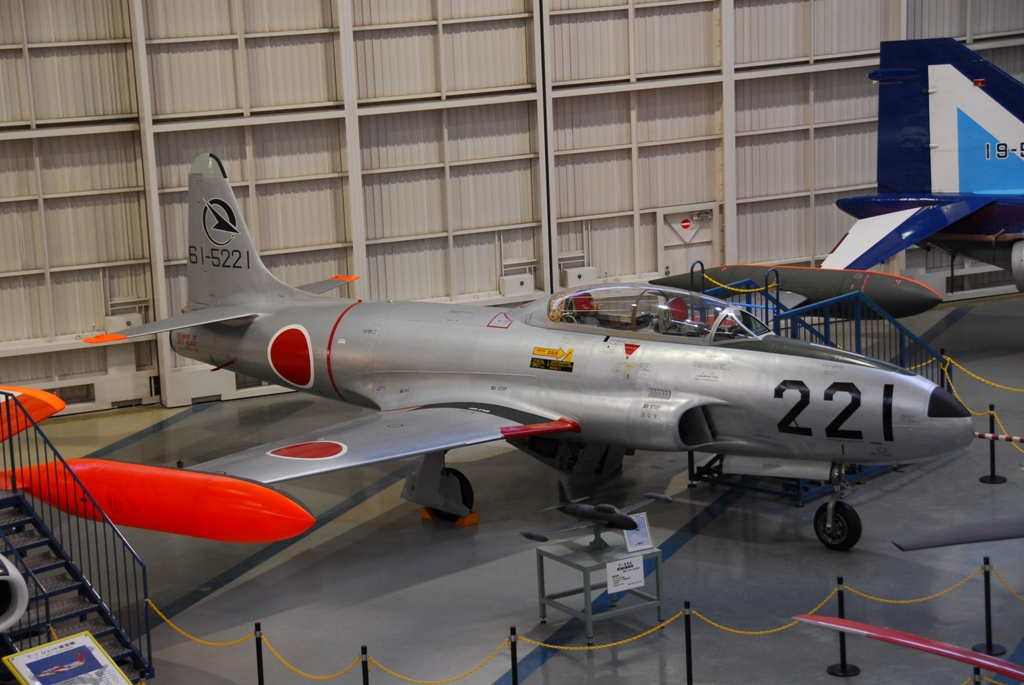
T-33A 航空自衛隊機 岐阜かかみがはら航空宇宙博物館の展示機
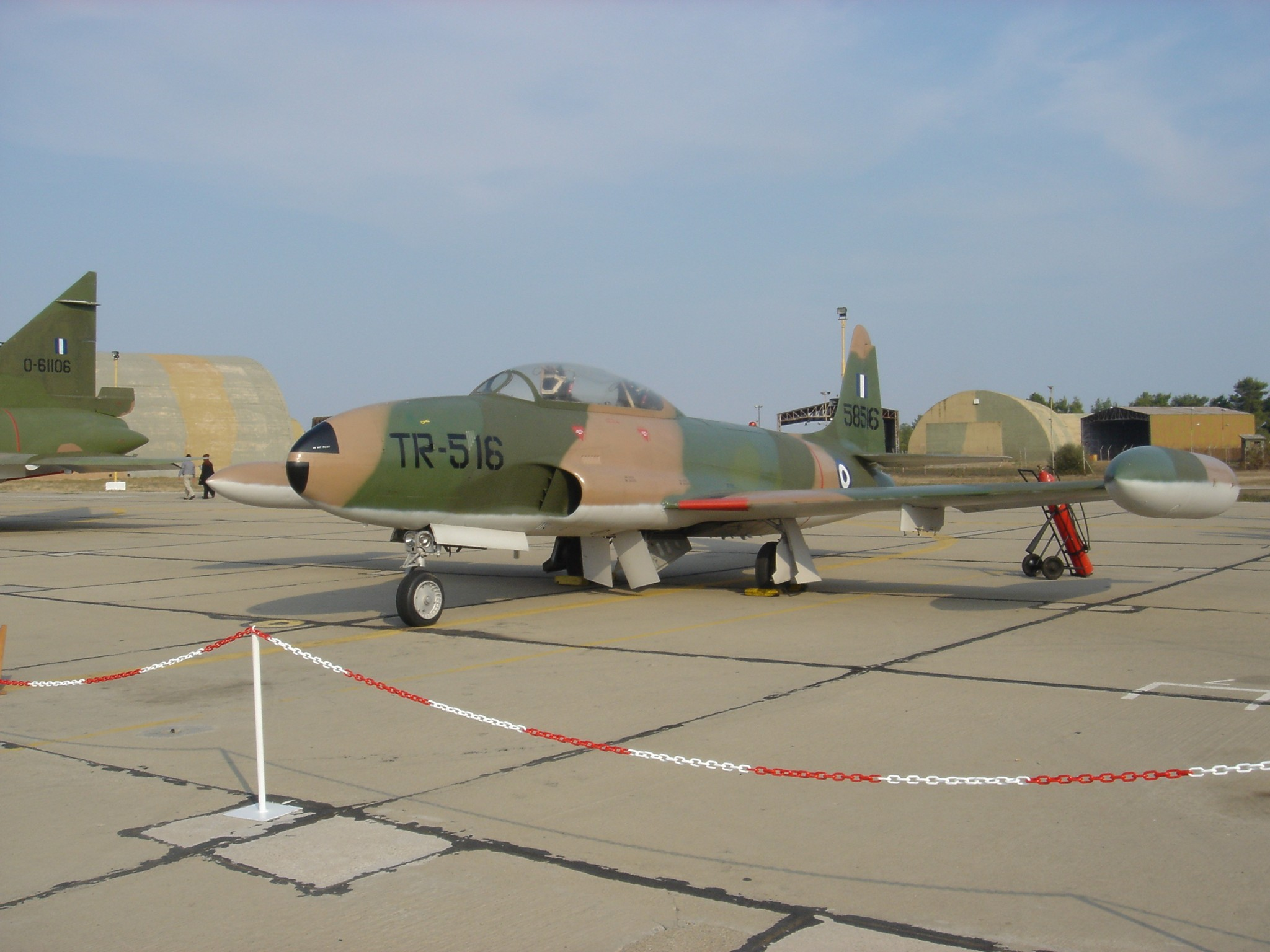
ギリシャ空軍機
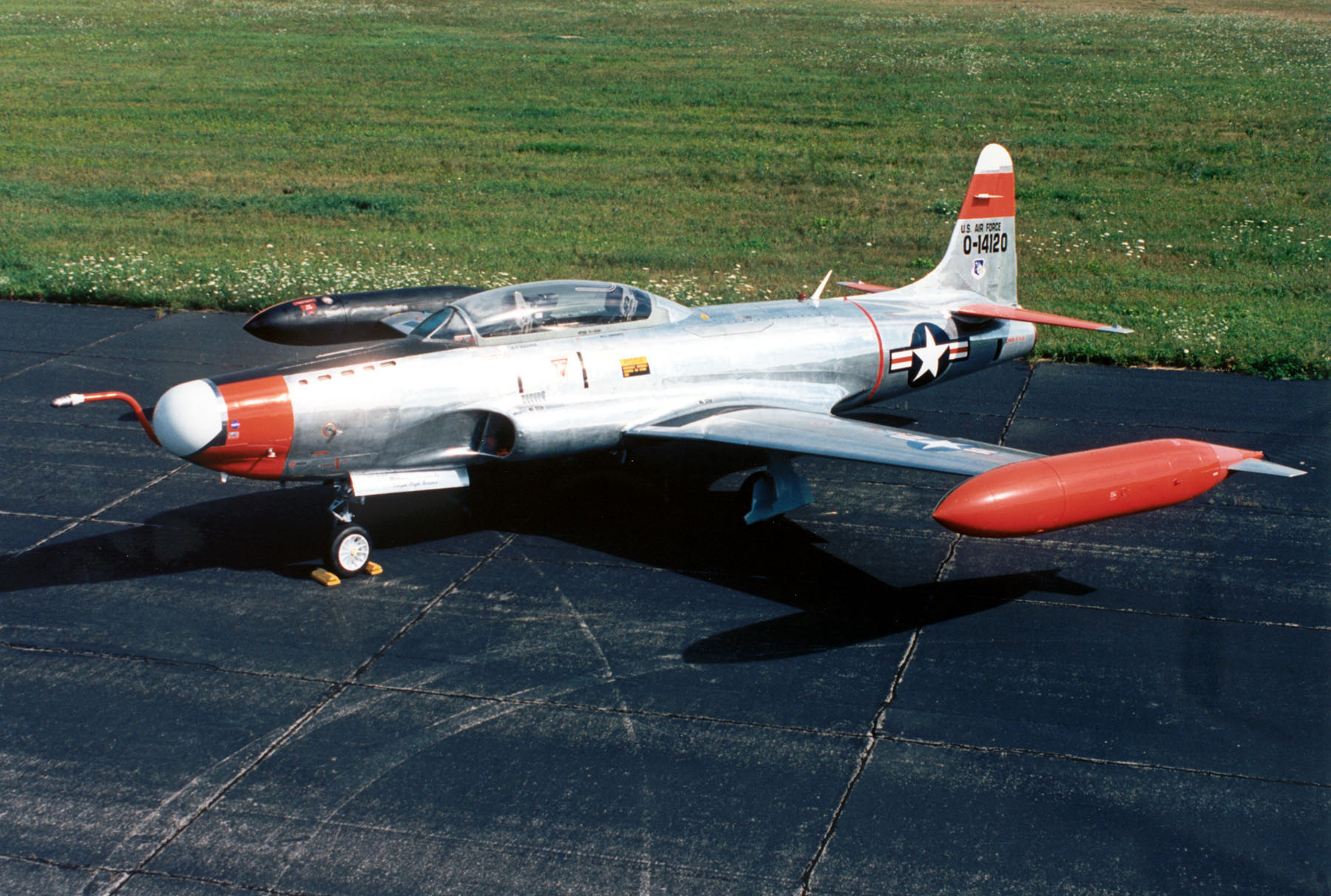
開発実験機型 NT-33
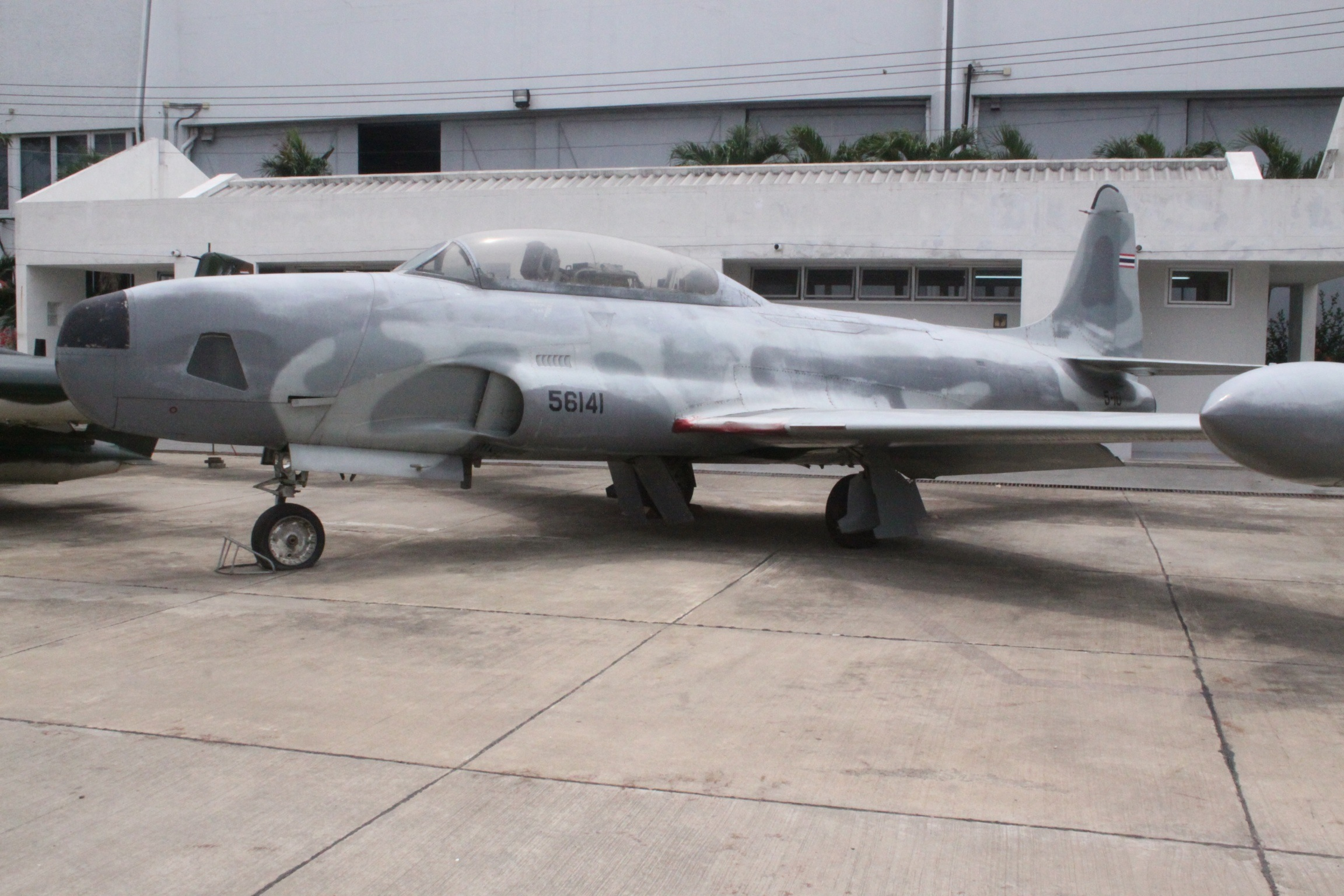
タイ王国空軍のRT-33A。機首にカメラ窓が開いているほか、カメラを積むために後部座席のスペースに電子装備を移設している。（このため、RT-33Aは単座機となっている）

## 要目
- 全幅：11.5m
- 全長：11.2m
- 全高：3.3m

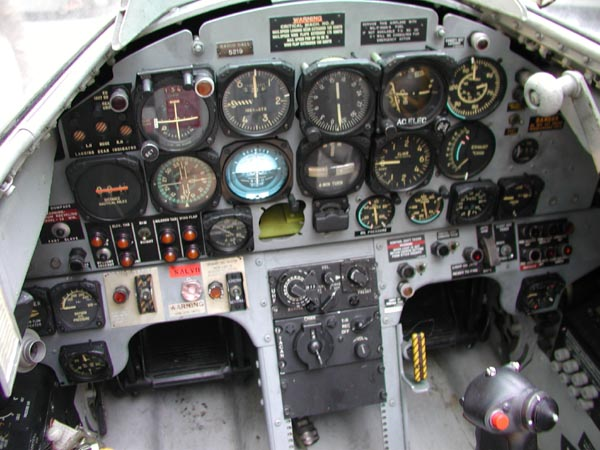
T-33Aのコクピット（航空自衛隊第6航空団所属機）

- 速度：最高速度M0.8（J33-A-35エンジン、クリーン状態）/巡航速度M0.65（J33-A-35エンジン。クリーン状態）※クリーン状態は、チップタンク、外部兵装なしの状態である。
- 実用上昇限度：47,500 ft（T-33A）
- 航続距離：約2,000Km（T-33A、チップタンク搭載、兵装なし）
- 空虚重量：3,017 kg
- エンジン：アリソン J33遠心式ターボジェットエンジン（推力：2t）1基
  - カナダ製CT-133：ロールス・ロイス・ニーン10遠心式ターボジェットエンジン1基
- 武装
  - 固定武装：12.7mmブローニングM3重機関銃（12.7mm重機関銃M2の航空機搭載型。弾丸350発）2挺（装備されていないモデルもある）
  - 搭載兵装：2,000lb（907 kg）までの無誘導爆弾やナパーム弾、10発までの5inロケット弾などを主翼下2か所のハードポイントに装備可能。
- 乗員：2名

## 登場作品

### 映画
『600万ドルの男』
主人公が元米空軍大佐という設定のため、繰り返しカメオ出演。
『BEST GUY』
浜松基地所属のA型が登場。基地内の飛行場内に多数の機体が駐機している。
撮影には、航空自衛隊の全面協力で実物が使用されている。
『暁の翼』(大映、1960年)
新田原基地所属機の遭難の実話を映画化。原作は『257号機帰還せず』（航空情報連載）
『川崎航空機』（東京キネマ、1958年）
川崎航空機工業が企画したPR映画。T-33の生産ラインが登場する。
『今日もわれ大空にあり』
浜松基地所属のA型が登場。主人公の一人である山崎3佐が、彼の部下たちと行う最初の訓練の際に搭乗しており、対地射撃訓練などを行うF-86F戦闘機に併走する。中盤では、墜落しかけたトラウマからF-86Fを操縦できなくなった風間3尉がトラウマ克服のため、先輩の三上1尉と共に搭乗する。
撮影には、航空自衛隊の全面協力で実物が使用されている。
『ゴジラの逆襲』
航空防衛隊の練習機としてA型が登場。ゴジラの捜索を行うほか、大阪湾に出現したゴジラを照明弾を投下して湾外へ誘導する役目を務め、神子島（架空）にゴジラが上陸した際は、炎で封じ込めるためのガソリンを積んだ上陸用舟艇が島に到着するまでの時間稼ぎとして、ゴジラに対し爆撃を実施する。
撮影には、ミニチュアとコックピット周りの実物大セットが使用されている。
『ジェットF104脱出せよ』
浜松基地所属のA型が登場。F-104J戦闘機のパイロットを目指す主人公の飛行幹部候補生たちが、基本操縦課程の訓練において搭乗する。
撮影には、航空自衛隊の全面協力で実物が使用されている。
『パワープレイ』
ヨーロッパ某国空軍の練習機としてCL-30が登場。クーデターを起こした某国陸軍の歩兵部隊が空港を襲撃してきたことを受けて、滑走路が制圧される前に1機が離陸しようとするが、滑走中に歩兵からM72 LAWによる攻撃を受けて破壊されてしまう。
撮影には、カナダ空軍の全面協力で実物が使用されている。
『惑星大戦争』
宇宙防衛軍の練習機としてA型が登場。基地内の飛行場に多数の機体が駐機している
撮影には、入間基地所属機が使用されている。

### 漫画
『ファントム無頼』
各話で連絡機・練習機・牽引機として登場。また、主人公の父親はこの機に乗って殉職した。

### 小説
『タイムスリップ大戦争』
19××年（昭和5×年）の日本列島が約30年前の1941年にタイムスリップした中、退役寸前だった本機が日本統治時代の朝鮮と満洲国に供与される。後にアメリカなどとの間で戦争が勃発した際は、急遽武装を施して戦闘機に改造される。
『汚れた英雄』
原作小説版にて、主人公のバイクレーサー・北野晶夫が自家用として操縦。